# آي بود نانو
آي بود نانو (بالإنجليزية: iPod nano)‏ هو جهاز موسيقى محمول به كاميرا فيديو وتم تصميمه وإنتاجه بواسطة شركة أبل الجيل الأول من الآي بود نانو قدم في 2005 وهو يستخدم ذاكرة وميضية مثل الموجودة في آي بود شفل.

## التاريخ

### الجيل السابع
تم الإعلان عنه يوم 12 سبتمبر 2012 وأهم مواصفاته هي : أبعاد الشاشة هي 240x432 راديو إف إم، وسماعة أبل الحديثة يدعم صيغ الفيديو MP4 وH.264 . يعمل لمدة 30 ساعة متواصلة من تشغيل الموسيقى و3.5 ساعة من تشغيل الفيديو، يتوفر الجهاز بثماني ألوان مختلفة.

## روابط أخرى
- الصفحة الرسمية للآي بود نانو